# Antonis Samaras
Antonis Samaras  (grekiska: Αντώνης Σαμαράς, uttalas [anˈdonis samaˈras]), född 23 maj 1951 i Aten, är en grekisk ekonom och politiker som var Greklands premiärminister mellan den 20 juni 2012 och 26 januari 2015. Han har även varit ledare för Ny demokrati sedan 2009.
Som ledamot av det Hellenska parlamentet för Messeniens distrikt har Samaras tjänstgjort som Greklands finansminister under 1989 och sedan som Greklands utrikesminister från 1989 till 1990 och sedan igen från 1990 och 1992. Under 2009 var Samaras även Greklands kulturminister. En av de mest uppmärksammade kontroverserna som Samaras varit inblandad i var när han, som medlem av Ny demokrati, orsakade sitt partis fall från regeringsställningen under år 1993. Trots detta blev han åter en medlem av partiet under 2004 och valdes till dess ledare under 2009. Han är den sjunde ledaren av partiet sedan dess bildande 1974.

## Biografi
Samaras föddes i Aten och gick på Atens universitet. Han avslutade studierna på Amherst College år 1974 med en examen i ekonomi, och sedan från Harvard University år 1976 med en Master of Business Administration. Han är ledamot av det Hellenska parlamentet (1977-1996 och 2007-idag) likväl som tidigare finansminister, utrikesminister och kulturminister. Han är son till framlidne Dr. Constantine Samaras, professor i kardiologi och hans fru Lena, född Zannas, som är barnbarn till författaren Penelope Delta. Hans bror, Alexander, är arkitekt. Hans farbror, George Samaras, var länge ledamot av det Hellenska parlamentet för Messenien på 50- och 60-talen.

## Politisk karriär
Samaras valdes till ledamot av det Hellenska parlamentet för Messenien första gånge år 1977. År 1989 blev han finansminister och senare utrikesminister i Ny demokratis regering ledd av premiärminister Konstantinos Mitsotakis (1990-1993), där han förespråkade en hård linje rörande "Makedonska namnkonflikten". Efter att ha avlägsnats från sin post år 1992 på grund av denna fråga grundade Samaras ett eget parti, "Politisk vår" [grekiska: Πολιτική Άνοιξη], som politiskt låg till höger om Ny demokrati. En avhoppande ledamot i parlamentet från New demokrati som anslöt sig till Samaras parti orsakade regeringens fall från makten år 1993.
Politisk vår erhöll 4,9 % av rösterna i parlamentsvalet 1993 vilket gav dem tio mandat i det Grekiska parlamentet. Partiet erhöll 8,7 % i valet till Europaparlamentsvalet 1994 vilket gav partiet två mandat. Dess nedgång började i parlamentsvalet 1996 då partiet erhöll 2,94 %, strax under tröskeln på 3 % som krävs för att komma in parlamentet. De deltog i 1999 års val till Europaparlamentet, men fick bara 2,3 %, vilket inte var tillräckligt.
Politisk vår deltog inte i parlamentsvalet 2000, och Samaras offentliggjorde återigen sitt stöd för Ny demokrati. Före parlamentsvalet 2004 upplöste Samaras sitt parti. Han blev återigen medlem i Ny demokrati, där han snart valdes till ledamot i Europaparlamentet i 2004 års val.
I parlamentsvalet 2007 valdes han återigen till det Hellenska parlamentet för Messenien, och avgick därmed från Europaparlamentet. I januari 2009 utsågs han till Kulturminister efter en regeringsombildning. I denna egenskap invigde han det nya Akropolismuseet i juli 2009.

## Ledare för Ny demokrati
Efter att Ny demokrati förlorat parlamentsvalet 2009 avgick Kostas Karamanlis som ledare för partiet och Samaras annonserade sin kandidatur för partiledarrollen. Tidiga opinionsundersökningar visade att han tillsammans med den ursprungliga favoriten Dora Bakoyannis, den tidigare Grekiska utrikesministern, hade lika högt förtroende. Kort därefter meddelade en annan kandidat, den tidigare ministern Dimitris Avramopoulos att han tänkte lägga ned sin kandidatur och istället stödja Samaras. I en brytning med tidigare praxis beslutade en extra partikongress att nya ledare skulle väljas av partimedlemmarna i en landsomfattande omröstning. Samaras kandidatur svävade i opinionsmätningarna och han vann valet.
I de tidiga morgontimmarna den 30 november 2009 valdes Samaras till ny ledare för Ny demokrati.
Det är ett intressant faktum att Samaras och tidigare premiärministern Giorgos Papandreou var rumskamrater under studietiden vid Amherst College men att de i framtiden skulle komma att bli politiska rivaler. De har behållit vänskapen ända sen dess och spelade tillsammans i ett rockband under tiden på universitetet i USA

### Försök till att bilda regering i maj 2012
Efter parlamentsvalet hållet den 6 maj 2012 där Ny demokrati blev det största partiet i parlamentet så tillfrågades Samaras av den Grekiske presidenten Karolos Papoulias att bilda regering.
Efter en dag av hårda förhandlingar meddelade Samaras officiellt att han misslyckats med att bilda regering och skickade vidare uppgiften till Alexis Tsipras, ledare för det näst största partiet SYRIZA.

### Greklands premiärminister
På grund av de misslyckade försöken att bilda en ny grekisk regering efter parlamentsvalet i maj hölls ett nyval den 17 juni 2012 där Ny demokrati återligen blev största parti med 30 procent av rösterna. Greklands president Karolos Papoulias utsåg den 18 juni Samaras till regeringssonderare. Den 20 juni tillträdde Samaras som Greklands premiärminister.
Efter att Samaras inte klarat att få stöd för den president han velat ha bestämde han sig för att utlysa nyval. Det datumet sattes till 25 januari 2015. Parlamentsvalet 2015 kom att innebära en större förlust för Ny demokrati. Detta efter ett större folkligt missnöje med åtstramningspolitiken som den grekiska regeringen med Samaras i spetsen fått genomföra för att bemöta kvar från bland annat Tyskland för att få stanna kvar i eurozonen. Segrare i valet var istället partiet Syriza som varit motståndare till denna åtstramningspolitik. Den 25 januari 2015 hölls valet där Syriza besegrade Ny demokrati. Dagen efter, dvs den 26 januari efterträddes han av Syrizas partiledare Alexis Tsipras.